# Egyházaskesző
Egyházaskesző ist eine ungarische Gemeinde im Kreis Pápa im Komitat Veszprém.

## Geografische Lage
Egyházaskesző liegt 15 Kilometer nordwestlich der Kreisstadt Pápa zwischen den Flüssen Marcal und Rába. Nachbargemeinden sind Várkesző, Marcaltó, Nemesgörzsöny, Magyargencs und Kemenesszentpéter.

## Geschichte
Im Jahr 1913 gab es in der damaligen Kleingemeinde 220 Häuser und 1081 Einwohner auf einer Fläche von 3501 Katastraljochen. Sie gehörte zu dieser Zeit zum Bezirk Czelldömölk im Komitat Vas.

## Sehenswürdigkeiten
- Römisch-katholische Kirche Szent Margit vértanú, erbaut 1782 im spätbarocken Stil
- Römisch-katholische Kapelle Szent Antal, erbaut 1819
- Szentháromság-Statue, erschaffen 1896 von József Kondor
- Weltkriegsdenkmäler

## Söhne und Töchter der Gemeinde
- Árpád Imre Élő (1903–1992), Physiker und Schachspieler

## Verkehr
In Egyházaskesző treffen die Landstraßen Nr. 8406 und Nr. 8407 aufeinander. Es bestehen Busverbindungen nach Marcaltó, Szany und Pápa. Der nächstgelegene Bahnhof Marcaltó befindet sich zweieinhalb Kilometer nordöstlich.